# Gettick
Gettick je český startup, který nabízí pracovní prostředí s nástroji pro zvýšení produktivity. Firemní e-mailová vlákna změní na jemně organizované úkoly, které manažerům umožní zvyšovat týmovou produktivitu. Aplikace integruje e-mailovou komunikaci ve firmě s rozdělením projektů, kalendářem atd. V roce 2017 byl vybrán mezi 10 finalistů Startup World Cup Prague. Projekt podporuje startupový inkubátor UP21.